# Boczne drogi
Boczne drogi – pierwsza powieść Joanny Chmielewskiej napisana dla rodziny. Wydana po raz pierwszy w roku 1976, jest dziesiątą powieścią autorki.

## Fabuła powieści
Akcja powieści rozpoczyna się od dostarczenia listu od Teresy (ciotki głównej bohaterki, Joanny, którą można uznawać za alter ego autorki), w którym mieszkająca w Kanadzie kobieta precyzuje termin swojego przyjazdu do kraju i zgłasza chęć zwiedzenia miejsc, w których jeszcze nie była. Od pierwszego momentu na lotnisku rodzinę prześladują dziwne przypadki i sploty wydarzeń.
Zgodnie z życzeniem Teresy Joanna wraz z innymi ciotkami oraz później dodatkowo z ojcem jeździ tytułowymi bocznymi drogami. Bohaterowie zwiedzają Sopot, Kołobrzeg, Władysławowo, Ustkę, Cieszyn, Polanicę i Kudowę. W Górach Stołowych Teresa nagle znika i nikt nie wie, co się z nią stało. Trwają poszukania opierające się na dedukcji i pytaniu różnych ludzi, co widzieli. Teresa nagle się znajduje, ale okazuje się, że wie jeszcze mniej niż pozostali bohaterowie. Tu wkracza ukochany Joanny - Marek, "blondyn jej życia" o niezwykłych umiejętnościach, znany już z Romansu wszech czasów.
Na tajemniczej mapce była miejscowość Tończa, w której wychowała się starsza część pokolenia. Dzięki Joannie udaje się odkryć, że Teresę, a później Janka, porwała dawna przedwojenna przyjaciółka Teresy, która miała swoje niezbyt czyste interesy i powiązania z Niemcami podczas okupacji. Wszystkie jadą do Tończy, gdzie odkrywają zakopany „skarb” i rozszyfrowują skomplikowaną zagadkę.